# Georges Rivollet (homme politique)
Pour l’article homonyme, voir Georges Rivollet (écrivain).
Georges Rivollet, né à Paris 10e le 3 novembre 1888 et mort le 28 décembre 1974 à Meudon (Hauts-de-Seine), est une personnalité du monde des anciens combattants français et un homme politique français, ancien ministre dans l'entre-deux-guerres.

## Biographie

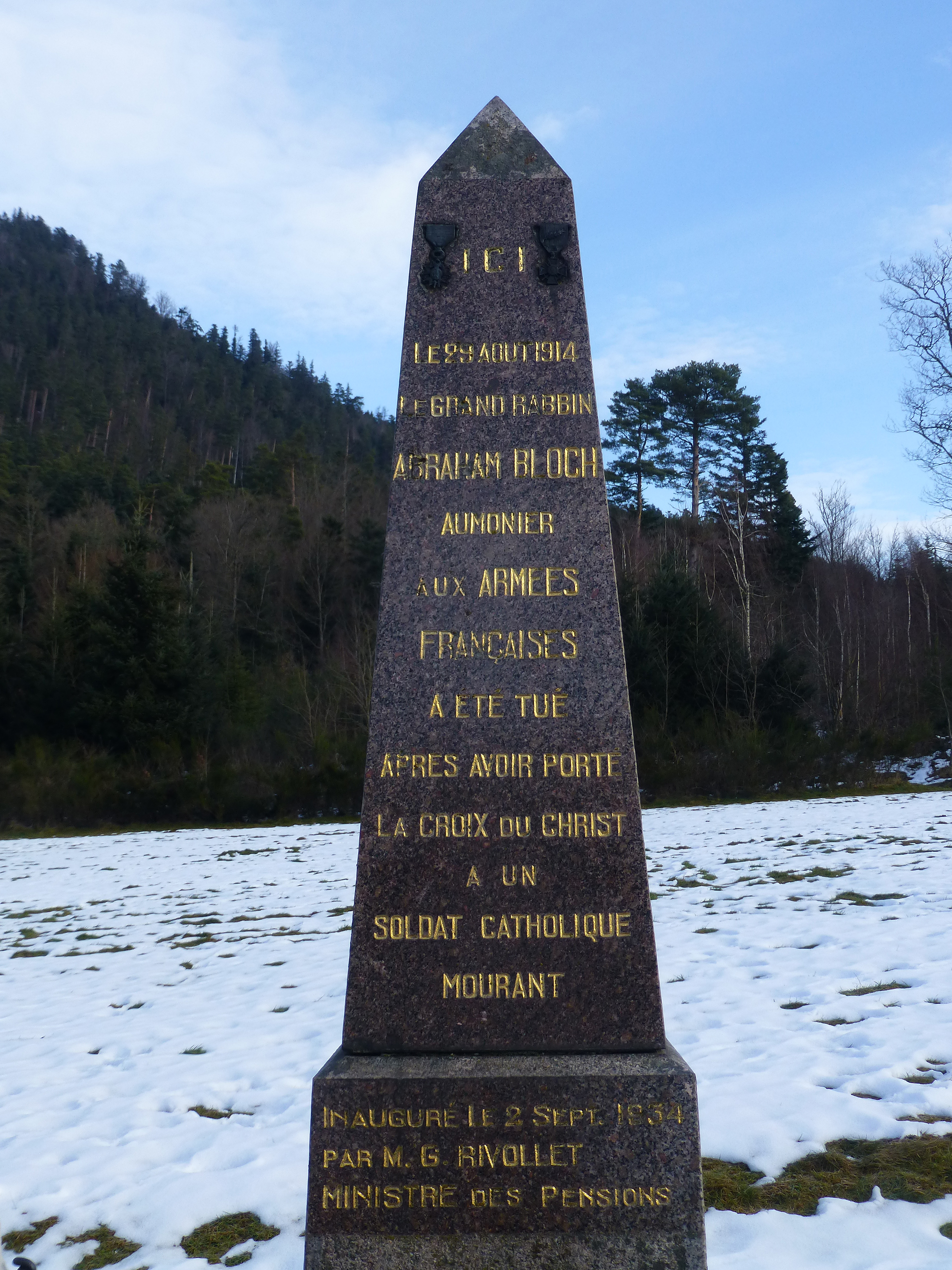
Mémorial d'Abraham Bloch (Vosges)

Durant la Première Guerre mondiale, Georges Rivollet est engagé au 47e régiment d'infanterie. Mobilisé à l'âge de 26 ans, simple soldat à l'origine, il est promu caporal puis sergent. Trois fois blessé, il est trois fois cité et reçoit la médaille militaire en avril 1916. Une fracture au crâne due à un éclat d'obus le laisse invalide de guerre à cette date,. 
Il adhère en 1918 à l'Union nationale des réformés et mutilés (UNMR), fondée en janvier 1917, appartient dès 1918 à son conseil d'administration, devient le trésorier de cette association, ce qui lui permet de recevoir la croix de chevalier de la Légion d'honneur cette année-là. Cet ancien représentant en dentelles est ensuite secrétaire adjoint puis secrétaire général de l'UNMR en 1924.
Il est aussi membre de l'Office national des combattants de 1919 à août 1940. Président de la commission des revendications matérielles de la Confédération nationale des anciens combattants et victimes de guerre, il en devient le secrétaire général à partir de 1929, en remplacement d'Henri Rossignol (UNC), démissionnaire. 
En février 1934, il est nommé ministre des Pensions (c'est-à-dire ministre des Anciens combattants), dans le gouvernement d'union nationale de Gaston Doumergue, constitué au lendemain de l'émeute du 6 février 1934. Il est le premier titulaire extraparlementaire à occuper cette fonction et c'est la première fois qu'une personnalité du monde combattant occupe ce poste. Il le conserve dans le cabinet présidé par Pierre-Étienne Flandin jusqu'en mai 1935.
Il est promu officier de la Légion d'honneur en 1937, au titre du ministère des affaires étrangères, puis commandeur en 1940,.
Sous l'Occupation, Georges Rivollet préside l'UNMR. Partisan de la collaboration franco-allemande, il collabore au quotidien de Marcel Déat L'Œuvre et est l'un des 15 membres de la direction du Rassemblement national populaire, parti collaborationniste de gauche créé et dirigé par Déat. 
A la fin du mois d'octobre 1948, il se constitue prisonnier alors que la justice s'apprête à le juger par contumace. Il est libéré quelques semaines plus tard. Jugé en juillet 1950 par la Cour de justice de la Seine, il plaide le double jeu: il se serait engagé pour rendre service à ses amis anciens combattants. Il est condamné à 5 ans de dégradation nationale.
Il est ensuite membre actif du bureau de l'Union des intellectuels indépendants, qui lutta notamment pour faire voter les lois d'amnistie de 1951 pour les victimes de l'épuration, puis celles de 1968 pour les victimes de la répression contre les partisans de l'Algérie française,  et de l'Association pour défendre la mémoire du maréchal Pétain, dont il est le vice-président au début des années 1970.
Membre de la société historique la Sabretache, il a laissé une œuvre historique consacrée à la Révolution et l'Empire qui a obtenu le prix Amic de l'Académie française en 1959 : 
Les maréchaux d’Empire (1959), La Corse militaire (1961), Charles-Antoine Louis Morand, comte d’Empire (1964).

## Œuvres
- Georges Rivollet, Nouvelle contribution à la défense des victimes de guerre , Paris, impr. R. Seguin, 1942

- Georges Rivollet, L'Arc de Triomphe et les oubliés de la gloire, Paris, J. Peyronnet et Cie, 1969